# Grupo Serantes
El grupo Serantes, anteriormente conocido como grupo José María Larrea, y más popularmente conocido como grupo Larrea, es un barrio situado en la zona alta del municipio de Santurce, en Vizcaya, junto a los barrios de Peñota y Santa Eulalia, y rayando por su zona más alta con el municipio de Portugalete por la zona de Buenavista. En 2016 se llevó un cambio de nombre al grupo debido a la vinculación con el franquismo de José María Larrea.

## Situación
A efectos del Ayuntamiento santurzano, en la división de zonas del municipio, se considera que está situado en la zona centro.
Se podría decir que consta de dos zonas, la parte alta, donde se enclava la mayor parte del barrio, los portales del 6 al 22, y la zona baja, donde se sitúa una minoría del mismo, los portales del 1 al 4 (el portal n.º 5 no existe, ya que era una casita y esta fue demolida).
Entre los portales 20 y 21 hay un frontón que en su día era de acceso libre. Hoy se encuentra cerrado al público y está gestionado por el instituto municipal de deportes municipal.
La zona baja da lugar a errores, ya que comparte nombre de calle con la denominada subida de Bañales, siendo su parte izquierda, según se sube, grupo Serantes, y la derecha subida de Bañales, la cual consta de un único portal. El nombre de subida de Bañales le viene dado porque hace años en su zona alta había una casa donde residía la familia Bañales.
Se puede decir que el barrio tiene tres zonas de acceso: desde la calle Antonio Alzaga en su parte alta, desde la calle Santa Eulalia en su parte baja y por el grupo San Juan de Dios en Peñota.
El acceso al mismo desde su zona baja, se hacía un tanto complicado, sobre todo para las personas mayores o minusválidas, ya que tenían que salvar un gran desnivel por unas escaleras viejas e irregulares. 
En noviembre de 2009, tras muchos años de promesas electorales por parte de los diferentes alcaldes, se comienza la realización de unas obras que faciliten el acceso mediante escaleras y rampas mecánicas, así como con ascensores.
Dichas obras se dan por terminadas en febrero de 2011, siendo el día 26 de ese mes cuando se inauguran y se da paso a la utilización de tres ascensores verticales, un ascensor inclinado, dos escaleras mecánicas y una rampa mecánica, dando acceso de esta forma a todos los portales del barrio, facilitando así mismo los accesos a Buenavista y Cabieces.
Puede considerarse un paso importante para enlazar el municipio de Portugalete, y más concretamente la zona de Buenavista, con la zona centro de Santurce.
Es un barrio relativamente joven, data de los años 1960 (1962-1964), comenzándose su construcción por la zona baja.
Al mismo tiempo, cada una de las zonas corresponde a un ámbito territorial eclesiástico, perteneciendo la zona alta a la Parroquia María Madre de la Iglesia y la zona baja a la Parroquia Reina de los Apóstoles.

## Asociación de familias
Al no tener una asociación que les represente ante el Ayuntamiento, los vecinos deciden formar la Asociación de Familias Ikuste Alai, inscrita en el Registro de Asociaciones del Gobierno Vasco con fecha 2 de noviembre de 1977, asociación que sigue funcionando en la actualidad.

## Fiestas patronales
Celebra sus fiestas patronales el día 11 de junio, día de san Bernabé, siendo uno de los eventos populares de las mismas la sardinada de comienzo de fiesta.
En el año 2011, y al no tener una imagen del santo patrón, ya que es muy difícil conseguirla, se coloca en los locales de la asociación el día 8 de junio de ese año una imagen del santo tallada en madera por Francisco Javier Pérez Estefanía, quien la cede al barrio con mucho gusto, siendo bendecida el día 13, último día de fiesta, por el párroco Manuel Vega.
Asistió a dicho acto el alcalde de la localidad Ricardo Ituarte, el concejal Lezo Urreiztieta, Francisco Javier Pérez y la directiva de la asociación formada por José María Casas, Julián López, Paulino González, Silvino Olmos, Félix Plans, Juan María Arrizabalaga, Cristóbal Carmona, Eugenio Larriut y un nutrido grupo de socios y vecinos.
Al comienzo de dicho acto, se tocó un aurresku en honor del santo ofrecido por el txistulari Pedro Higuera y al final del acto, el gaitero del barrio, Inocencio García, nos deleitó con un himno gallego también en honor del santo patrono, ofreciéndose a continuación un lunch.